# استنلی ۹۶۲۶
سیارک استنلی ۹۶۲۶ (به انگلیسی: 9626 Stanley، نامگذاری:1993JF1) نه هزار و ششصد و بیست و ششمین سیارک کشف شده‌است که در ۱۴ مه ۱۹۹۳ کشف شد.
قدر مطلق سیارک برابر ۲۱.۴ است.